# Varga Andrea Klára
Varga Andrea Klára (Miskolc, 1967 –) miskolci önkormányzati képviselő, a 2024-es önkormányzati választások során polgármesterjelölt. A választásokon a 3. helyet szerezte meg 8321 szavazattal (13,54%) a Függetlenek SZIVE, Jobbik, Momentum támogatottsága mellett. Veres Pál polgármester ideje alatt 2019-től 2024-ig Miskolc alpolgármestere.
Polgármesterjelöltként 2024. májusában hirdette ki programját. Stabilitás és folytonosság – Varga Andrea Klára képviselőtársaival, a magukat Veres Pál politikai örököseinek valló városvezetők okos, zöld, büszke és biztonságos Miskolcot ígértek és jól fizető munkahelyeket. „Magunkat Veres Pál politikai örököseinek tartjuk, legfőképpen abban, hogy Miskolc érdekét mindenek, így pártpolitikai ideológiák és országos politikai akaratok fölé helyezzük”– hangsúlyozta Varga Andrea Klára.
Veres Pál addigi polgármester nem indult a választásokon. A 2024-es polgármester választást Tóth-Szántai József nyerte meg 24 695 (40,20%) szavazattal. 
Varga Andrea Klára Miskolcon született, itt járt általános és középiskolába is. 1986-ban érettségizett az Egészségügyi Szakközépiskolában, majd Szegeden szerzett védőnő diplomát.

## Iskolai végzettsége
1973-1982    Nagyváthy János Általános Iskola
1982-1986   Egészségügyi Szakközépiskola, Miskolc
Orvostovábbképző Egyetem Egészségügyi Főiskolai Kar Védőnőképző Szak, 1989
Magyar Testnevelési Egyetem védőnő alapképzettségű mentálhigiénés szakember,1999
Miskolci Egyetem Bölcsészettudományi Kar szociológia szak, 2008
Miskolci Egyetem Bölcsészettudományi Kar kiegészítő tanárképzés, 2008 

## Pályafutása
1989-ben Miskolcon a Győri kapuban kezdett el dolgozni. Önéletrajza szerint védőnőként sokféle élethelyzetet látott, rengeteget tanult. Majd pszichodráma vezetést tanult és egyre többet foglalkozott mentálhigiénés csoportokkal. Ekkor már középiskolában dolgozott ifjúsági védőnőként és ifjúságvédelemmel is foglalkozott. Majd elvégezte a Miskolci Egyetem szociológia szakát, valamint középiskolai tanári diplomát szerzett. Továbbra is ifjúsági védőnőként dolgozott, mellette mentálhigiénés tanácsadást, önismereti csoportokat tartott.
Az Egyesített Bölcsőde és Egészségügyi Szolgálatnál egészségfejlesztéssel foglalkozott, majd az intézmény minőségirányítási rendszerének kialakításával bízták meg. Vezetőként egészségügyi menedzser mesterdiplomát szerzett.
2015-től indult aktív közéleti szereplése. A fekete pólós egészségügyi mozgalomban és a Tanítanék Mozgalom keretein belül próbáltak meg változást elérni. Szakszervezeti vezetőként megtapasztalta a munkavállalók egyre rosszabb helyzetét, amely véleménye szerint elsősorban a megosztottságnak, a félelemkeltésnek és a megnyirbált szakszervezeti jogosítványoknak volt köszönhető.

## Családja
Három gyermek édesanyja.
Testvére Varga Éva, aki ellen több rendbeli csalás bűntette végett büntetőügy volt folyamatban. Varga Andrea Klára állítása szerint 15 éve nem beszélt a testvérével. Varga Éva az eljárás alatt az alpolgármesterre hivatkozott.

## Forrás
- www.miskolc.hu/varoshaza/onkormanyzat/kozgyules/varga-andrea-klara. (Hozzáférés: 2024. szeptember 22.)